# Shadows-Gletscher
Der Shadows-Gletscher ist ein 14 km langer Talgletscher im Westen der Alaskakette in Alaska (USA). 

## Geografie
Der Shadows-Gletscher befindet sich in den Kichatna Mountains, einem Teilgebirge der südlichen Alaskakette. Er liegt innerhalb des Schutzgebietes Denali National Preserve. Das Nährgebiet des Shadows-Gletschers wird von Gurney Peak, Kichatna Spire und The Citadel flankiert. Der Gletscher strömt anfangs 8 km in nördlicher Richtung. Anschließend vereinigt er sich mit dem von links kommenden Shelf-Gletscher und strömt auf den unteren 6 km nach Nordosten. Der namenlose Abfluss des Shadows-Gletschers, der weiter westlich schon das Schmelzwasser des Cul-de-Sac-Gletschers aufgenommen hat, mündet 3,5 km weiter östlich rechtsseitig in den West Fork Yentna River.